# Élection présidentielle portugaise de 1976
L’élection présidentielle portugaise de 1976 (en portugais : Eleições presidenciais portuguesas de 1976) s'est tenue le 27 juin 1976, afin d'élire le président de la République pour un mandat de cinq ans.
Le scrutin a vu la nette victoire du général António Ramalho Eanes.

## Contexte
Le 25 avril 1974, la « révolution des Œillets » menée par le Mouvement des Forces armées (MFA) avait fait chuter en quelques heures le régime autoritaire, basé sur la doctrine du salazarisme, au pouvoir depuis quarante ans et baptisé « Estado Novo ».
Le pouvoir présidentiel est alors confié à la Junte de salut national (JSN). Le général António de Spínola devient président de la République dès le 15 mai, mais il démissionne et est remplacé par le général Francisco da Costa Gomes le 30 septembre.
Le MFA, dominé par une idéologie de gauche à tendance socialiste engage rapidement un processus de démocratisation et de décolonisation. Aux élections constituantes du 25 avril 1975, les forces de gauche et centre gauche font un carton en réunissant les deux tiers des voix et des sièges.
La nouvelle Constitution est approuvée le 2 avril 1976 et entre en vigueur vingt-trois jours plus tard, lors des élections législatives. Lors de ce scrutin, le Parti socialiste (PS) confirme son statut de premier parti du pays, devant les centristes du Parti populaire démocratique (PPD) et les chrétiens-démocrates du Centre démocratique et social (CDS), qui réalisent une très forte progression. Le nouveau Premier ministre socialiste Mário Soares prend alors le pouvoir en formant un gouvernement minoritaire.

## Mode de scrutin
Le président de la République  est élu au suffrage universel direct pour un mandat de cinq ans, renouvelable une fois consécutivement. Tout candidat doit justifier auprès du Tribunal constitutionnel d'au moins 7 500 et d'au plus 15 000 parrainages d'électeurs inscrits sur les listes électorales.
L'élection se déroule selon les modalités du scrutin uninominal majoritaire à deux tours. Si un candidat remporte au premier tour la majorité absolue des suffrages exprimés, il est proclamé élu. Si ce n'est pas le cas, les deux candidats ayant remporté, après désistements éventuels, le plus grand nombre de suffrages sont autorisés à se présenter à un second tour, au plus tard le vingt-et-unième jour suivant. Celui qui remporte le plus grand nombre de voix est alors élu. Ce cas de figure ne s'est présenté qu'une seule fois, lors de l'élection présidentielle de 1986.

## Campagne

### Candidats
Les candidats sont présentés dans l'ordre déterminé par tirage au sort.
| Candidat | Candidat                             | Parti | Remarque                                                                         |
| -------- | ------------------------------------ | --- | -------------------------------------------------------------------------------- |
|          | António dos Santos Ramalho Eanes     | Indépendant Parti socialiste (PS) Parti populaire démocratique (PPD) Parti du Centre démocratique et social (CDS) | Officier général de l'armée portugaise                                           |
|          | José Baptista Pinheiro de Azevedo    | Indépendant | Ancien Premier ministre                                                          |
|          | Octávio Floriano Rodrigues Pato      | Parti communiste portugais (PCP)                                                                                  | Ancien président du groupe parlementaire                                         |
|          | Otelo Nuno Romão Saraiva de Carvalho | Indépendant | Officier général de l'armée portugaise Ancien membre du Conseil de la Révolution |

## Résultats

### Voix
| Inscrits                 | Inscrits                  | Inscrits                   | 6 467 480 |             |  |  |
| Abstentions              | Abstentions               | Abstentions                | 1 586 355 | 24,53 %     |  |  |
| Votants                  | Votants                   | Votants                    | 4 881 125 | 75,47 %     |  |  |
|                          |                           |                            |           |             |  |  |
| Bulletins enregistrés    | Bulletins enregistrés     | Bulletins enregistrés      | 4 881 125 |             |  |  |
| Bulletins blancs ou nuls | Bulletins blancs ou nuls  | Bulletins blancs ou nuls   | 63 495    | 1,3 %       |  |  |
| Suffrages exprimés       | Suffrages exprimés        | Suffrages exprimés         | 4 817 630 | 98,7 %      |  |  |
|                          |                           |                            |           |             |  |  |
|                          | Candidat                  | Parti                      | Suffrages | Pourcentage |  |  |
|                          | António Ramalho Eanes     | Indépendant                | 2 967 137 | 61,59 %     |  |  |
|                          | Otelo Saraiva de Carvalho | Indépendant                | 792 760   | 16,46 %     |  |  |
|                          | José Pinheiro de Azevedo  | Indépendant                | 692 147   | 14,37 %     |  |  |
|                          | Octávio Pato              | Parti communiste portugais | 365 586   | 7,59 %      |  |  |

### Analyse
Atteignant presque les 3 000 000 de suffrages exprimés, le général António Ramalho Eanes totalise sur son nom plus de 3 votants sur 5, ce qui fait de lui le vainqueur incontesté de ce scrutin. Il l'emporte d'ailleurs dans dix-sept des dix-huit districts portugais ainsi qu'aux Açores et à Madère. Il a en outre bénéficié du soutien des forces modérées, les trois plus grands partis du pays, qui avaient totalisé plus de 75 % des voix aux élections législatives d'avril. La victoire de Ramalho Eanes s'explique également par le prestige dont il jouit parmi la population pour avoir déjoué le coup d'État du 25 novembre 1975, mis en œuvre par l'aile « radicale » du MFA.
Le général Otelo Saraiva de Carvalho, ancien meneur de l'aile « radicale » du MFA, se classe en tête dans le seul district de Setúbal, fief de la gauche portugaise, mais il accuse un retard de plus de 2 000 000 de voix sur son condisciple de l'armée. Il est en outre victime de l'éclatement des voix de la gauche radicale.
Par ailleurs, ce scrutin confirme l'ancrage du pays dans une société de gauche à vocation socialiste, tous les candidats ayant apporté leur soutien au texte de la Constitution et aucun parti opposé à la nouvelle Loi fondamentale n'a présenté de candidat en propre